# イタリア国立地球物理学火山学研究所

イタリア国立地球物理学火山学研究所（イタリアこくりつちきゅうぶつりがくかざんがくけんきゅうしょ、イタリア語: Istituto Nazionale Geofisica e Vulcanologia, 略称: INGV）は、イタリアにある地球物理学・地震学・火山学の研究機関。1999年に、5つの研究機関を統合して設立。地球科学の研究機関としてはヨーロッパ最大規模のものである。

## 活動
INGVの主要目的は、火山活動や地震活動といった地球物理現象の観測、早期警戒と予測活動である。教育大学研究省や、国家市民保護局(Dipartimento della Protezione Civile. 自然災害の担当官庁)の各級機関と緊密な関係を持ち、防災のために観測データを提供する。国内外の政府・民間の機関、大学その他の研究機関と連携しており、出版・学校教育・展示会等を通した知識普及にも注意が払われている。
INGVは、国家市民保護局に参加する機関のひとつである。国家市民保護局と契約して自然災害の監視観測および研究を行う形となっており、国家市民保護局から予算が拠出されている。また、教育大学研究省からも予算を得ている。
研究所はローマ、ミラノ、ボローニャ、ピサ、ナポリ、カターニャ、パレルモに本部があり、このほかに支所がある。常勤職員数は591人（2014年）。本部（支所）観測所の研究者は大学教員を兼任することも多い。INGVの傘下機関には、国立火山学連絡会議 (Guppo Nazionale di Vulcanologia (GNV) と 国立地震防災連絡会議 (Gruppo Nazionale di Defence Terremoti (GNDT)があり、研究者連合を構成している。
火山学術研究機関としては世界最大級の組織である。イタリアの自然災害研究は、伝統的に地震研究よりも火山研究に重点がおく傾向があるとされるが、地震学研究においても、学術論文の発表数や被引用数においてトップ20に入る研究機関である。

## 沿革
INGVの設立以前、イタリアには火山の監視・研究についての以下の5つの研究機関が、人的・研究分野的にも重複しつつ、互いに独立して存在していた。
- ヴェスヴィオ火山観測所（ナポリ） (it:Osservatorio Vesuviano) 
1841年に両シチリア王国によってヴェスヴィオ火山観測のため設立された研究機関で、火山学の研究機関としては世界最古の歴史を有する。
- 国立地球物理学研究所
- 流体地球科学研究所（パレルモ）
- 国際火山研究所（カターニア）
- 地球年代学・同位体地球科学研究所（ピサ）

複数の研究機関が存在することで相互の切磋琢磨につながったという評価もあるが、1991年から1992年にかけてのエトナ山噴火の際には、研究機関間の競争意識が防災活動に支障をもたらしたとされ、統合が検討されることとなった。1999年9月にINGVが発足した。